# 小川多計
小川 多計（おがわ たけ、生没年不詳）は明治時代の地本問屋。

## 略歴
明治18年（1885年）に本所2丁目18で、明治21年（1888年）に神田小川町3で地本問屋を営業している。明治21年に小林清親の錦絵大判12枚組『酒機嫌十二相』を出版したことが知られる。